# Nala (Nepal)
Nala (nep. नाला) – gaun wikas samiti w środkowej części Nepalu w strefie Bagmati w dystrykcie Kavrepalanchok. Według nepalskiego spisu powszechnego z 2001 roku liczył on 1259 gospodarstw domowych i 7074 mieszkańców (3617 kobiet i 3457 mężczyzn).